# Koji Nakazato
Koji Nakazato (født 24. april 1982) er en tidligere japansk fodboldspiller.
Han har spillet for flere forskellige klubber i sin karriere, herunder Shonan Bellmare og Sanfrecce Hiroshima.